# TJ Ostrava
TJ Ostrava est un club tchèque de volley-ball féminin fondé en 1952 et basé à Ostrava, évoluant pour la saison 2017-2018 en UNIQA Extraliga žen.

## Palmarès
- Coupe de Tchéquie
  - Finaliste : 2016[3]

## Effectifs

### Saison 2019-2020
| No                                                                                   | Nom                                                                                  | Date de naissance                                                                    | Taille                         | Poids                          | Poste                          |
| ------------------------------------------------------------------------------------ | ------------------------------------------------------------------------------------ | ------------------------------------------------------------------------------------ | ------------------------------ | ------------------------------ | ------------------------------ |
| 1                                                                                    | Aleksandra Wańczyk                                                                   | 1er janvier 1996                                                                     | 193                            | 81                             | Attaquante                     |
| 2                                                                                    | Petra Kašparová                                                                      | 1er novembre 1994                                                                    | 172                            |                                | Passeuse                       |
| 3                                                                                    | Karin Žolnerčíková                                                                   | 6 septembre 2001                                                                     | 178                            | 68                             | Réceptionneuse-attaquante      |
| 4                                                                                    | Anna Pospíšilová                                                                     | 22 mars 1995                                                                         | 182                            | 63                             | Passeuse                       |
| 5                                                                                    | Klára Žarnovická                                                                     | 22 décembre 2001                                                                     | 185                            |                                | Réceptionneuse-attaquante      |
| 6                                                                                    | Anežka Faltínová                                                                     | 23 septembre 2001                                                                    | 181                            |                                | Réceptionneuse-attaquante      |
| 7                                                                                    | Iva Kalusková                                                                        | 20 septembre 1988                                                                    | 191                            | 83                             | Centrale                       |
| 8                                                                                    | Monika Adamčíková                                                                    | 7 septembre 1988                                                                     | 180                            | 75                             | Attaquante                     |
| 9                                                                                    | Adéla Chevalierová                                                                   | 9 octobre 1997                                                                       | 176                            | 65                             | Libero                         |
| 11                                                                                   | Michaela Nečasová                                                                    | 19 juillet 1999                                                                      | 188                            | 78                             | Centrale                       |
| 12                                                                                   | Helena Kojdová                                                                       | 12 mai 1991                                                                          | 180                            | 69                             | Réceptionneuse-attaquante      |
| 14                                                                                   | Kateřina Zemanová                                                                    | 1er février 1994                                                                     | 186                            | 85                             | Centrale                       |
| 15                                                                                   | Klára Faltínová                                                                      | 23 décembre 1997                                                                     | 183                            | 71                             | Réceptionneuse-attaquante      |
|                                                                                      |                                                                                      |                                                                                      |                                |                                |                                |
| Encadrement technique                                                                | Encadrement technique                                                                |                                                                                      | Légende                        | Légende                        | Légende                        |
| Entraîneur : Zdeněk Pommer                                                           | Entraîneur : Zdeněk Pommer                                                           | Entraîneur : Zdeněk Pommer                                                           | : Capitaine                    | : Capitaine                    | : Capitaine                    |
| Entraîneur(s) adjoint(s) : Filip Hanák Entraîneur(s) adjoint(s) : Karolína Janochová | Entraîneur(s) adjoint(s) : Filip Hanák Entraîneur(s) adjoint(s) : Karolína Janochová | Entraîneur(s) adjoint(s) : Filip Hanák Entraîneur(s) adjoint(s) : Karolína Janochová | : Joueuse blessée actuellement | : Joueuse blessée actuellement | : Joueuse blessée actuellement |